# 朱世衍
朱世衍（1653年8月30日—1706年4月9日），行智四十一，名暘，更名世衍，字晨馭，號純菴，浙江省山陰縣人。康熙三十五年丙子科副榜，康熙三十八年己卯科舉人，康熙三十九年庚辰科進士。